# John Claudius Loudon
John Claudius Loudon (Cambuslang, 8 aprile 1783 – Bayswater, 14 dicembre 1843) è stato un botanico e architetto del paesaggio scozzese.
Fu il promotore dello stile gardenesque, sintesi tra il pittoresco e uno stile più geometrico e formale derivato dai grandi giardini storici europei. Fu anche autore della Enciclopedia dell'architettura e arredamento dei cottage, fattorie, ville .

## Opere

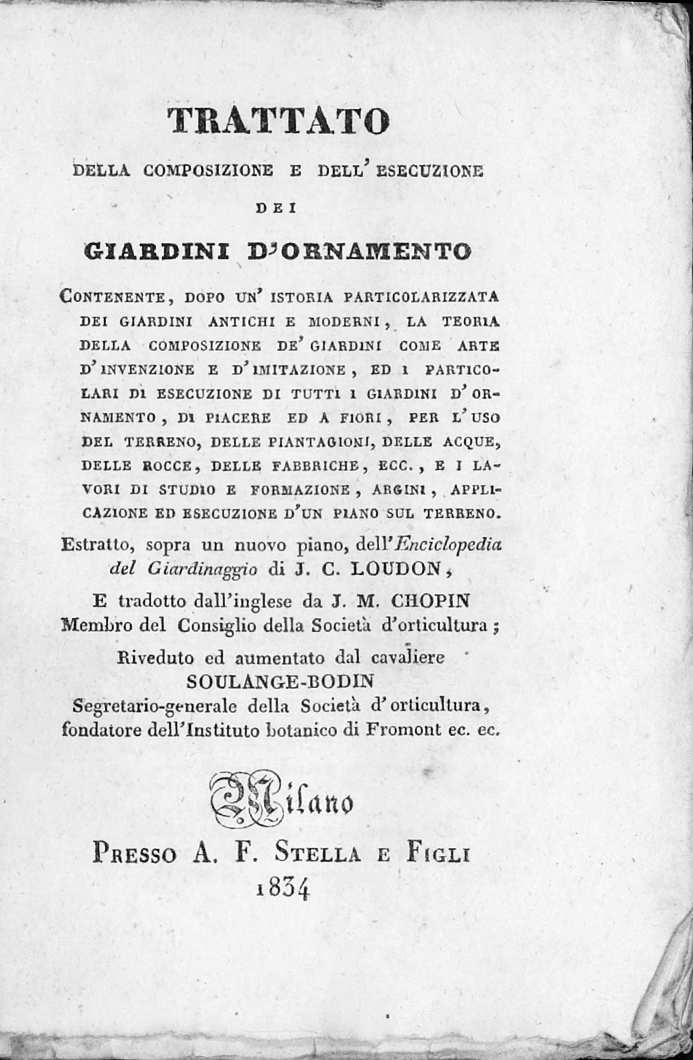
Trattato della composizione e dell'esecuzione dei giardini d'ornamento, 1834

- Encyclopaedia of Gardening, Milano, Antonio Fortunato Stella & figli, 1834.